# Боссабол
Боссабол (англ. Bossaball) — командная бельгийская игра, которая объединяет в себе капоэйру, пляжный волейбол, акробатику, трюки на батуте, футбол, воздушную гимнастику. Игра проводится на надувной площадке с батутом на каждой стороне сетки, батуты позволяют игрокам прыгать достаточно высоко, чтобы перебросить мяч через сетку и набрать очки. Концепция игры была разработана в 2002—2004 годах Филипом Эйкмансом, бельгийцем, проживающим в Испании. Невзирая на испанское происхождение игры, впервые она была представлена публике в Нидерландах и Бельгии.

## Правила
В боссабол играют две команды численностью от четырех до пяти человек, которые бросают мяч через сетку, похожую на волейбольную. Все игроки находятся на надувном батуте, что позволяет прыгать на высоту до 3 метров. Высота сетки между обоими полями меняется в зависимости от уровня: профессионалы, промежуточные, начинающие или дети. Игрокам не разрешается прикасаться к сетке, и они всегда должны иметь хотя бы одну часть тела на своей стороне. В игре разрешены удары и передачи с помощью какой угодно части тела, но главное условие — лимит касаний предусмотрен всего 5 раз на одну команду. К примеру, во время розыгрыша каждого мяча игроку разрешено касание рукой — 1 раз, головой и ногой — по 2 раза. В «поле», огороженном надувным валиком, имеет право находиться только один игрок, другие играют за его пределами. Игра проходит на огромном надувном мате, разделённом сеткой. По обе стороны от сетки есть специальные круглые углубления, в которых помещены батуты. Практически всё время участники игры проводят в воздухе — совершают всевозможные перевороты через голову, принимают и отбивают мяч ногами и руками. Игру сопровождает зажигательная музыка, которая делает её еще более зрелищной и динамичной. Матчи судит «самба-рефери», больше напоминающий не судью, а диджея, он также следит за звуковым сопровождением игры.
Очки начисляются по 2 критериям и 2 видам спорта:
- Волейбольная техника:

1 очко — мяч упал на поле соперника
3 очка — мяч упал на батут соперника
- Футбольная техника:

3 очка — мяч упал на поле соперника
5 очков — мяч упал на батут соперника

## Международные соревнования
С 2005 года было проведено 8 международных чемпионатов.
| Год  | Соревнования                           | Место проведения | Первое место | Страны-участники                                                 |
| ---- | -------------------------------------- | ---------------- | ------------ | ---------------------------------------------------------------- |
| 2009 | Чемпионат мира                         | Турция           | Нидерланды   | Бразилия, Бельгия, Нидерланды, Кувейт, Сингапур                  |
| 2010 | Кубок Европы                           | Нидерланды       | Бельгия      | Австрия, Бельгия, Чехия, Германия, Нидерланды, Словения, Испания |
| 2011 | Кубок Европы                           | Нидерланды       | Бельгия      | Австрия, Бельгия, Чехия, Германия, Нидерланды, Словения, Испания |
| 2012 | Кубок Европы                           | Чехия            | Нидерланды   | Австрия, Бельгия, Чехия, Германия, Нидерланды, Словения, Испания |
| 2013 | Кубок мира                             | Бельгия          | Нидерланды   | Аргентина, Бельгия, Бразилия, Германия, Нидерланды               |
| 2014 | Кубок Европы                           | Нидерланды       | Нидерланды   | Бельгия, Германия, Венгрия, Италия, Нидерланды, Испания          |
| 2015 | Чемпионат мира «Десятилетие в воздухе» | Испания          | Бельгия      | Аргентина, Бельгия, Нидерланды, Испания                          |
| 2016 | Чемпионат мира                         | Бразилия         | Нидерланды   | Аргентина, Бельгия, Бразилия, Колумбия, Нидерланды               |